# Wat (Nkambé)
Pour les articles homonymes, voir Wat.
Wat est un village du Cameroun situé dans l'arrondissement (commune) de Nkambé, le département du Donga-Mantung et la Région du Nord-Ouest.

## Population
Selon le rapport du recensement national (3e RGPH) de 2005, Wat comptait 4 039 personnes dont 1 806 hommes et 2 233 femmes.
Une étude locale de 2011 évalue la population du village à 1 551 personnes.